# Ubtech Robotics
Ubtech Robotics Inc ist ein chinesischer Hersteller von Robotern mit Sitz in Shenzhen. Ubtech wurde 2012 gegründet. Ubtech ist spezialisiert auf humanoide Roboter und darin ein weltweit führendes Unternehmen. Ubtech stellte 2017 auf der IFA 2017 in Berlin aus und zeigte dort seine neuesten Innovationen.
2018 konnte der italienische Mobilfunkanbieter Telecom Italia Mobile mit 1.372 Robotern vom Typ Alpha S1 des Herstellers Ubtech den Guinness-Weltrekord für Simultantanz für Roboter erreichen. Der alte Rekord lag bei 1.069 Robotern.
Auf der Consumer Electronics Show 2021 stellt Ubtech einen Roboter vor, der Räume mittels Ultraviolettstrahlung desinfizieren kann.
Nio (Automobilhersteller) nutzt humanoide Roboter des Typs Walker S von UBTech in der Produktion.
Der Autor Wolfgang Hirn hält Ubtech für den Weltmarktführer bei menschlichen Robotern (Stand 2018).
Das Unternehmen ging im Dezember 2023 an die Hong Kong Stock Exchange.